# Орля (гмина)
Орля (пол. Orla, бел. Орля) — сельская гмина (волость) в Польше, входит как административная единица в Бельский повет, Подляское воеводство. Население — 3485 человек (на 2004 год). Административный центр гмины — деревня Орля.

## Демография
| Перепись                       | Всего   | Всего | Женщины | Женщины | Мужчины | Мужчины |
| ------------------------------ | ------- | ----- | ------- | ------- | ------- | ------- |
| Единицы                        | человек | %     | человек | %       | человек | %       |
| Население                      | 3485    | 100   | 1808    | 51,9    | 1677    | 48,1    |
| Плотность населения (чел./км²) | 21,8    | 21,8  | 11,3    | 11,3    | 10,5    | 10,5    |

## Соседние гмины
1. Гмина Бельск-Подляски
2. Боцьки (гмина)
3. Гмина Чиже
4. Гмина Дубиче-Церкевне
5. Гмина Клещеле